# 河西镇 (穆棱市)
河西镇，是中华人民共和国黑龙江省牡丹江市穆棱市下辖的一个镇。
2011年7月15日，黑龙江省民政厅批复同意撤销河西乡，设立河西镇。

## 行政区划
河西镇下辖以下地区：
雷锋村、普兴村、双兴村、红兴村、光义村、福兴村、奇景村、向阳村、新兴村、常兴村、更新村、金光村、朝兴村、三兴村、自兴村、建兴村、福来村、龙眼村和五兴村。